# Musikfest
Musikfest är en musikalisk tillställning, ofta återkommande och pågående i flera dagar och vid vilken musik framförs med från flera håll samlade krafter. Ursprungligen framfördes vid dylika oratorier, symfonier, kammarmusik och opera (musikfester med enbart manskörsång kallas ofta sångarfester), men numera används ofta beteckningen även i populärmusikaliska sammanhang.
De äldsta egentliga musikfesterna – oberäknat tillfälliga hyllningsfester och dylikt – är de engelska: Sons of the Clergy Festivals i London (1709), Händelsfesterna i London (1749), Birmingham (1768) och York (1791). Därnäst kommer de österrikiska och tyska, i Wien (1772), Frankenhausen (1810), Erfurt (1811) samt de berömda nederrhenska turvis i Elberfeld (till 1824), Düsseldorf, Köln och Aachen (1817). Senare tillkom bland annat den allmänna tyska musikföreningens årliga musikfester i olika städer (Tonkünstlerversammlung, 1859) och de schlesiska (1876) samt de engelska, i Leeds, Liverpool och Bristol. I Frankrike har musikfester förekommit sedan 1830, senare i Ungern, Italien, Ryssland, Nederländerna, Belgien och framför allt USA.
Nordiska musikfester hölls i Köpenhamn vid utställningen 1888 och i Stockholm vid utställningen 1897, med deltagare från de tre skandinaviska länderna och uteslutande skandinaviska program. Dessa musikfesters planlagda serie fick ett slut genom  unionsupplösningen. I stället anordnades i Stockholm den första svenska musikfesten, som 1906 hölls på Kungliga Operan. Den svenska musikfesten i Dortmund 1912 var den första, som hölls på utländsk mark med helsvenskt program.